# Бурујенешти (Њамц)
Бурујенешти (рум. Buruienești) насеље је у Румунији у округу Њамц у општини Должешти. Oпштина се налази на надморској висини од 186 m.

## Становништво
Према подацима из 2002. године у насељу је живело 3690 становника, од којих су сви румунске националности.